# استفان کولارلی
استفان ام. کولارلی (انگلیسی: Stephen M. Colarelli؛ زادهٔ ۱ ژانویهٔ ۱۹۵۱) روان‌شناس و استاد در دانشگاه میشیگان مرکزی و محقق در زمینه روان‌شناسی فرگشتی اهل ایالات متحده آمریکا است.